# Rogeria brunnea
Rogeria brunnea är en myrart som beskrevs av Santschi 1930. Rogeria brunnea ingår i släktet Rogeria och familjen myror. Inga underarter finns listade i Catalogue of Life.